# Vivian Falls
Die Vivian Falls sind ein Wasserfall in der Region Waikato auf der Nordinsel Neuseelands. Im Gebiet der Ortschaft Onewhero liegt er im Lauf eines namenlosen Bachs, der in nördlicher Fließrichtung in den Waikato River mündet. Seine Fallhöhe beträgt etwa 12 Meter.
In Onowhero zweigt vom Kaipo Flats Road Loop die Miller Road in nordwestlicher Richtung ab. Vom Parkplatz am Naturschutzgebiet Harker Reserve nahe dem Ende der unbefestigten Straße führt ein 15 minütiger Retourwanderweg zum Wasserfall.